# Akiyama Nobutomo
 (février 2025).
Si vous disposez d'ouvrages ou d'articles de référence ou si vous connaissez des sites web de qualité traitant du thème abordé ici, merci de compléter l'article en donnant les références utiles à sa vérifiabilité et en les liant à la section « Notes et références ».
Akiyama Nobutomo est un nom japonais traditionnel ; le nom de famille (ou le nom d'école), Akiyama, précède donc le prénom (ou le nom d'artiste).
Pour les articles homonymes, voir Akiyama.
Akiyama Nobutomo (秋山 信友, 1531-23 décembre 1575) était l'un des 24 généraux de Takeda Shingen. Il a également servi le fils de celui-ci, Takeda Katsuyori, après sa mort.

## Biographie
Nobutomo naît en 1531 au sein d'une famille respectée et entre au service de Takeda Shingen. En 1547, pendant la campagne de conquête de la province d'Ina, il se distingue au combat et en est récompensé en recevant la moitié nord d'Ina, qui constitue aujourd'hui le district de Kamiina dans la préfecture de Nagano. La suite de son service se passe principalement dans des rôles défensifs, tenant notamment les châteaux de Takao et d'Iida. Il est surnommé Takeda no Mogyu (武田の猛牛), littéralement « le taureau enragé de Takeda ».
En 1568, il sert également en tant que diplomate en tant qu'adjoint de Shingen au mariage de la fille de celui-ci avec Oda Nobutada, le fils aîné de Oda Nobunaga, au château de Gifu.
Après avoir tenu le château d'Iida, Nobutomo participe à une campagne dans la province de Mino. En 1573, il prend le château d'Iwamura via un traité lorsque Kageto Toyoma, qui commandait la défense du château, meurt soudainement de maladie. Le moral des défenseurs d'Iwamura s'effondre alors et la veuve de Kageto, qui est également la tante de Nobunaga, choisit de se marier avec Nobutomo pour avoir sa protection. Nobutomo renvoie le fils adoptif de Kageto, Gobomaru (御坊丸), qui deviendra plus tard Oda Katsunaga, dans la province de Kai. Il prend alors ce château pour base pour défendre la frontière avec la province de Mino.
Après la mort de Shingen la même année, Nobutomo continue à soutenir Katsuyori et participe à ses campagnes, mais en 1575, lorsque Katsuyori perd à la bataille de Nagashino, Nobutomo se retrouve sans soutien au château d'Iwamura. Assiégé par Oda Nobutada, Nobutomo parvient à tenir le château jusqu'en novembre, lorsque Nobunaga arrive avec l'armée principale. Nobutomo, réalisant qu'il n'a aucune chance, signe une trêve pour la reddition du château, mais Nobunaga brise la trêve et ordonne la mort de toutes les troupes de Nobumoto, ainsi que celles de celui-ci et de sa femme, la propre tante de Nobunaga. Nobutomo et sa femme sont emmenés à la rivière Nagara où ils sont crucifiés.